# José María Milá Camps
José María Milá Camps, I conde de Montseny (Barcelona, 7 de junio de 1886 - Esplugas de Llobregat, 25 de mayo de 1955) fue un abogado, político y financiero español.

## Biografía
Nacido en Barcelona en 1887, era hijo del abogado y político José María Milá Pi, que fue alcalde de Barcelona entre 1899 y 1900. Desde 1917 fue colaborador de la Asociación de Banqueros de Barcelona y colaboró con la revista Economia i Finances. En las elecciones generales de 1919 fue elegido diputado de la Unión Monárquica Nacional por Arenys de Mar, cargo que abandonó el 2 de octubre de 1920.
Cooperó activamente con la dictadura de Primo de Rivera y presidió la junta liquidadora de la Mancomunidad de Cataluña. Entre 1925 y 1930 fue presidente de la Diputación Provincial de Barcelona y entre el 10 de octubre de 1927 y el 15 de febrero de 1930 fue miembro de la Asamblea Nacional Consultiva. El 21 de mayo de 1926 el rey Alfonso XIII le concedió el título de conde de Montseny y en 1929 formó parte de la junta directiva de la Exposición Internacional de Barcelona de 1929. Durante la Guerra Civil Española fue encarcelado en el barco-prisión Uruguay pero consiguió pasarse al territorio ocupado por el bando sublevado y con la entrada de las tropas franquistas en la Ciudad Condal fue nombrado nuevamente presidente de la Diputación de Barcelona, cargo que ocupó durante unos meses. Falleció en Esplugas de Llobregat en 1955.
Formó parte de los consejos de administración del Banco Central, la Compañía General de Tabacos de Filipinas, La España Industrial, la Compañía del Gas, Carbones de Berga y Colorantes y Explosivos. Además, presidió la Asociación de Antiguos Alumnos de los Jesuitas y fue condecorado con la Gran Cruz de la Orden del Mérito Civil, la Legión de Honor y la Orden de Cristo.
Fue esposo de Montserrat Sagnier Costa, matrimonio que tuvo a 9 hijos, entre ellos los diseñadores industriales Leopoldo Milá Sagnier y Miguel Milá Sagnier además del abogado José Luis Milá Sagnier. Este último fue, a su vez, padre de los periodistas Lorenzo y Mercedes Milá.